# Aveva due pistole con gli occhi bianchi e neri
Aveva due pistole con gli occhi bianchi e neri è una commedia in tre atti del 1960 di Dario Fo.